# 기독청년면려회
기독청년면려회(基督靑年勉勵會, Young People's Society of Christian Endeavour)는 1881년에 프랜시스 에드워드 클락이 메인주 포틀랜드에 창립한 초교파적 복음주의협의회이다. 소속 회원들의 진정한 기독교적 삶을 증진시키고, 상호 교제를 증진시키고, 하나님을 바르게 섬기기 위한 신앙의 목적을 가지고 있다.

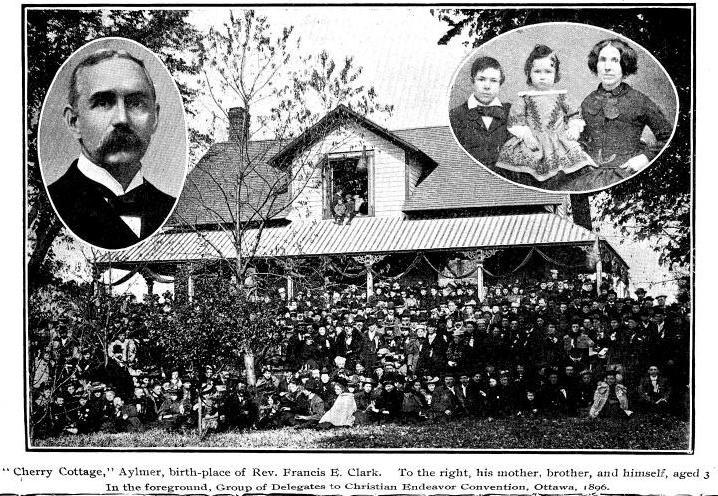
프랜시스 에드워드 클락의 체리 집

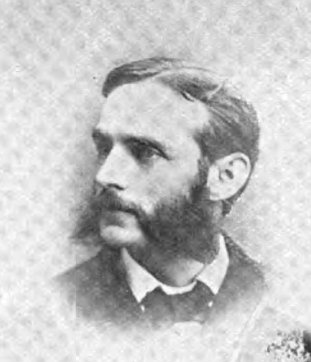
협회 창립자 Francis Edward Clark

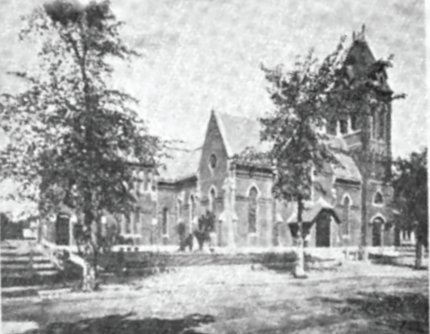
포틀랜드 메인에 있는 Williston 교회